# Senat Ruskega imperija
Senat Ruskega imperija (rusko Прави́тельствующий сена́т; dobesedno: Vladajoči senat) je bil najvišji javni organ v Ruskem imperiju, ki je bil podrejen carju. Imel je tako izvršno kot pravosodno oblast. 
22. februarja 1711 ga je ustanovil Peter Veliki, ukinjen pa je bil po oktobrski revoluciji leta 1917.

## Zgodovina
Sprva je bil ustanovljen le za čas odsotnosti Petra Velikega (ki je potoval po Evropi), a je po njegovi vrnitvi postal stalni organ. 

## Senatorji
Ob ustanovitvi je senat imel devet članov, naslednje leto pa je bilo število povečano na deset. Senat je vodil nad-prokurator, ki je služil kot vez med carjem in senatom. 